# Rhayner
Rhayner Santos Nascimento (Serra, 9 maggio 1990) è un calciatore brasiliano, centrocampista svincolato.

## Palmarès

### Club

#### Competizioni statali
- Campionato Baiano: 1

Bahia: 2014

#### Competizioni nazionali
- Campionato giapponese: 1

Kawasaki Frontale: 2017